# ناحیه جفرسون، شهرستان بون، آرکانزاس
ناحیه جفرسون، شهرستان بون، آرکانزاس (به انگلیسی: Jefferson Township) یک منطقهٔ مسکونی در ایالات متحده آمریکا است که در شهرستان بونی، آرکانزاس واقع شده‌است. ناحیه جفرسون ۱٬۲۰۲ نفر جمعیت دارد.